# Alpinia porphyrocarpa
Alpinia porphyrocarpa är en enhjärtbladig växtart som beskrevs av Henry Nicholas Ridley. Alpinia porphyrocarpa ingår i släktet Alpinia och familjen Zingiberaceae. Inga underarter finns listade i Catalogue of Life.